# Cavi Angusti
Cavi Angusti és una formació geològica de tipus cavus a la superfície de Mart, localitzada amb el sistema de coordenades planetocèntriques a -72.59 ° latitud N i 309.96 ° longitud E, que fa 640.04 km de diàmetre. El nom va ser aprovat per la UAI l'any 1976 i fa referència a una característica d'albedo.